# Lăpugiu de Jos
Lăpugiu de Jos è un comune della Romania di 1 609 abitanti, ubicato nel distretto di Hunedoara, nella regione storica della Transilvania.
Il comune è formato dall'unione di 10 villaggi: Baștea, Cosești, Fintoag, Grind, Holdea, Lăpugiu de Jos, Lăpugiu de Sus, Lăsău, Ohaba, Teiu.